# Teuchophorus laosensis
Teuchophorus laosensis är en tvåvingeart som beskrevs av Olejnicek 2003. Teuchophorus laosensis ingår i släktet Teuchophorus och familjen styltflugor.
Artens utbredningsområde är Laos. Inga underarter finns listade i Catalogue of Life.